# Malagiella ranavalona
Espèce
Malagiella ranavalona est une espèce d'araignées aranéomorphes de la famille des Oonopidae.

## Distribution
Cette espèce est endémique de l'Analamanga à Madagascar,. Elle se rencontre à Ambohimanga vers 1 400 m d'altitude.

## Description
La femelle holotype mesure 1,61 mm, les femelles mesurent de 1,50 à 1,61 mm.

## Étymologie
Cette espèce est nommée en référence à son lieu de découverte, le palais de la Reine Ranavalona.

## Publication originale
- Ubick & Griswold, 2011 : The Malagasy goblin spiders of the new genus Malagiella (Araneae, Oonopidae). Bulletin of the American Museum of Natural History, no 356, p. 1-86 (texte intégral).